# ジョン・スコット (第4代クロンメル伯爵)

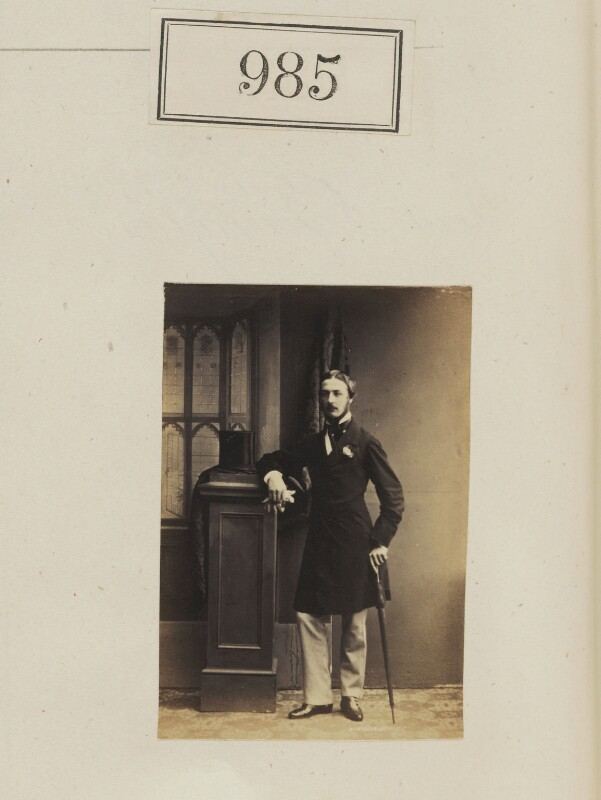
第4代クロンメル伯爵の肖像写真。カミーユ・シルヴィ撮影、1860年。

第4代クロンメル伯爵ジョン・ヘンリー・レジナルド・スコット（英語: John Henry Reginald Scott, 4th Earl of Clonmell、1839年3月2日 – 1891年6月2日）は、アイルランド貴族。保守党に所属し、1874年から1891年までアイルランド貴族代表議員を務めた。

## 生涯

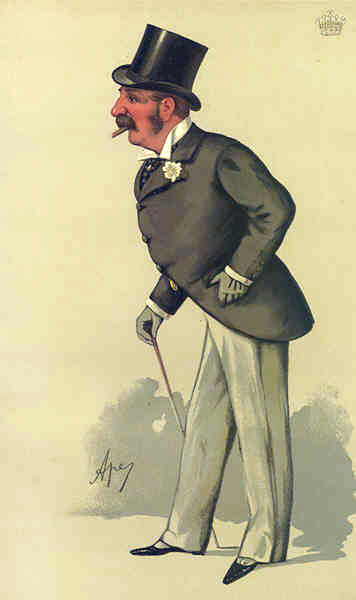
『バニティ・フェア』1881年8月6日号におけるカリカチュア、カルロ・ペレグリーニ画。

第3代クロンメル伯爵ジョン・ヘンリー・スコットと妻アン（Anne、旧姓バーグ（Burgh）、1818年12月18日 – 1872年11月22日、第2代ダウンズ男爵ユリシーズ・バーグの娘）の息子として、1839年3月2日にキルデア県ネイスのバート・ハウス（Birt House）で生まれた。イートン・カレッジで教育を受けた。
1857年3月26日、コルネット（騎兵少尉）としての辞令を購入してライフ・ガーズ第1連隊に入隊した。1859年8月30日、中尉としての辞令を購入して昇進した。1867年1月11日、軍務から引退した。
1866年2月7日に父が死去すると、クロンメル伯爵位を継承した。1874年11月10日にアイルランド貴族代表議員に当選、1891年に死去するまで務めた。貴族院では保守党に属した。
キルデア県の副統監と治安判事を務めた。1876年時点でティペラリー県に11,098エーカーの、キルケニー県に2,135エーカーの、モナハン県に1,952エーカーの、カーロウ県に1,945エーカーの、キルデア県に1,906エーカーの、リムリック県に1,904エーカーの、ダブリン県に79エーカーの領地を所有し、合計で年収13,977ポンド相当だった。1883年時点ではティペラリー県16,187エーカー、カーロウ県3,300エーカー、キルケニー県2,226エーカー、モナハン県2,022エーカー、キルデア県1,978エーカー、リムリック県1,902エーカー、ダブリン県51エーカーになり、合計で年収17,140ポンド相当になった。
1891年6月2日に生涯未婚のままロンドンのセント・ジェームズ・プレイス3号で死去、弟トマス・チャールズが爵位を継承した。